# 阿布拉姆·加尼巴爾
阿布拉姆·彼得羅維奇·加尼巴尔（俄语：Абра́м Петро́вич Ганниба́л；1696年—1781年5月14日），俄罗斯军事工程师、将军，非洲裔贵族，著名詩人亞歷山大·普希金的曾外祖父。據說是一位非洲（今喀麥隆）酋長的儿子，年幼时被绑架到土耳其，作为礼物送给彼得大帝，后被赦免，成为彼得大帝的教子。普希金以他為原型留下了一部未完成的小說《彼得大帝的黑奴》。

## 早年
阿布拉姆大约生于1698年，是洛贡（今喀麥隆極北區洛貢-沙里州）一个酋长的儿子。他的父亲非常富有，拥有几个妻子和十九个儿子。后来，土耳其人入侵了他父亲的领地，并发生了一场激战。阿布拉姆的父亲输掉了这场战争，这导致阿布拉姆被绑架，并被送到了君士坦丁堡。
阿布拉姆在奥斯曼帝国逗留了将近一年，为苏丹艾哈迈德三世的家庭服务。彼时，俄罗斯的外交官萨瓦·弗拉季斯拉维奇-卢古辛斯基正在为沙皇的宫殿寻找一些“聪明的非洲小奴隶”。根据上级的指示，阿布拉姆被选中，并很快通过贿赂从苏丹大臣的手中赎回了他。据悉，沙皇对阿布拉姆的智商和服役的潜力很是满意，把他带到了家中。
1705年阿布拉姆受洗，他把这一天作为他的生日，因为他并不知道他出生的具体日期。
阿布拉姆重视他与他教父彼得大帝的关系，也重视与彼得大帝的女儿伊丽莎白的关系，并对他们保持家庭一般的忠诚。自年轻的时候起，阿布拉姆就被皇帝带在身边，参与军事行动，并在军事行动中充当皇帝的近侍。

## 教育
1717年，阿布拉姆被派往梅斯接受艺术、科学与军事学教育。在那里，他熟练地掌握了几门语言，并精通数学与几何学。1718年，阿拉巴姆加入了法国军队，希望通过展现他在军事工程学上的学习成果，取悦他的教父。1720年，他被拉费尔的皇家炮兵学院录取。
在阿布拉姆的学习期间，法国与西班牙爆发了冲突。在四国同盟战争中，他为法军而战，并升至队长。在法国对西班牙的战争中，阿布拉姆头部受伤并被西班牙军队俘虏。他于1722年得到释放，并前往梅斯继续他的学业。
在法国时，阿布拉姆将“加尼巴尔”作为他的姓，亦即汉尼拔的俄語發音，以此纪念迦太基名将漢尼拔。在巴黎，他结识了启蒙时代的重要人物，诸如孟德斯鸠与伏尔泰。伏尔泰称他为“启蒙时代的暗星”。
之后几年，加尼巴尔回到了俄罗斯。这段深造经历使他成功地得到了工程师的岗位，随后成为了沙皇御用卫队的数学导师。

## 彼得大帝和伊莉莎白時期

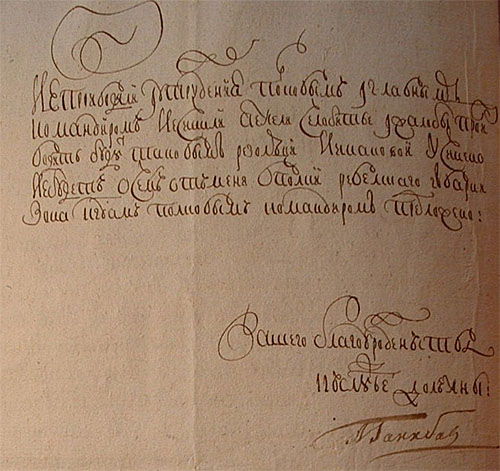
1744年3月22日А.加尼巴爾簽署的信件。藏於塔林市檔案館。

## 家庭

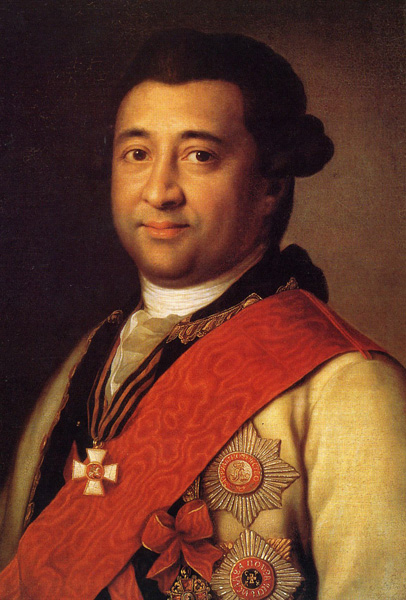
伊凡·加尼巴爾，阿布拉姆的兒子

## 外文書目
- Anuchin, D. S. .Life of Ganibal, 1899
- Nabokov, Vladimir. Notes on prosody: And Abram Gannibal, 1964
- Леетс, Георг. Абрам Петрович Ганнибал [阿布拉姆·彼得羅維奇·加尼巴爾] , Таллин, paperback 1984
- Gnammankou, Dieudonné. Abraham Hanibal - l'aïeul noir de Pouchkine. Paperback, Paris 1996
- Телетова, Наталья Константиновна. Жизнь Ганнибала – прадеда Пушкина  [普希金外曾祖父加尼巴爾的一生]. Hardback, St. Petersburg 2004
- Cocks, Frances Somers. The Moor of St Petersburg: In the Footsteps of a Black Russian. Paperback 2005
- Barnes, Hugh. Gannibal: the Moor of Petersburg. Hardback 2005
- Cocks, Frances Somers. Abraham Hannibal and the Raiders of the Sands. Paperback 2003 [兒童歷史小說]
- -. Abraham Hannibal and the Battle for the Throne. Paperback 2003 [兒童歷史小說]

## 外部連結
- Marsden, Philip. . The Guardian. 2005-10-22  [2019-07-29]. ISSN 0261-3077. （原始内容存档于2021-04-11） （英国英语）.
- . PBS Frontline.   [2019-07-29]. （原始内容存档于2021-04-26）.
- . New Statesman. 2005-08-08. （原始内容存档于2008-10-12）.
- . Financial Times.   [2019-07-29]. （原始内容存档于2020-05-21） （英国英语）.